# Всемирный следопыт
«Всемирный следопыт» (Всесвітній слідопит) — радянський журнал подорожей, пригод та наукової фантастики, що видавався від 1925 до 1931 року. Публікував пригодницькі та науково-фантастичні твори, а також нариси про подорожі.

## Історія
Журнал було створено з ініціативи його першого головного редактора В. О. Попова та зареєстровано в березні 1925 року. Видавало його найбільше московське недержавне видавництво «Земля та фабрика». У журналі друкували твори А. Конан-Дойла, М. Шпанова, М. Зуєва-Ординця, В. Яна, В. Вєтова, О. Ліневського, А. Платонова та інших. Твори Олександра Бєляєва «Остання людина з Атлантиди» (1925), «Острів загиблих кораблів» (1926), «Хойті-Тойті» (1930) та деякі оповідання, вперше опубліковано саме в цьому журналі.
Перший номер вийшов тиражем 15 тис. примірників, 1929 року тираж налічував уже 100 тис. Від 1926 року виходять книжкова серія «Бібліотека „Всесвітнього слідопита“» з творами російських та іноземних авторів, а також додатки — 12 номерів «Навколо світу» та «Туриста».
1932 року журнал закрили. Є думка, що закриття відбулося за участю Максима Горького, який вважав, що юним пролетаріям «пригодницька література шкідлива».
1935 року у Свердловську В. О. Попов спробував створити інший журнал подібної спрямованості, «Уральський слідопит», який також незабаром було закрито, але згодом відновлено, після чого він здобув широку популярність.
1998 року в Росії було зареєстровано новий журнал «Всемирный следопыт» (спочатку мав назву «Наш следопыт»), який позиціонував себе як продовжувача традицій радянського журналу.
Проте від 2005 року журнал кардинально змінив концепцію, змінив тематику та цільову аудиторію, тому, строго кажучи, вже не міг вважатися наступником радянського літературного журналу.
Оновлений журнал проіснував до 2012 року.